# ARE YOU オーケイ? サタデーinザ・パーク
ARE YOU オーケイ? サタデーinザ・パーク（アーユー-）はラジオ大阪（OBC）で放送されたバラエティ番組。2004年10月16日開始。2006年9月30日終了。

## 放送時間
毎週土曜 16:00～17:00（第3土曜日は「小泉総理 ラジオで語る」放送のため16:50まで）　

## 出演者

### パーソナリティ
- オーケイ
  - 小島弘章
  - 岡山祐児

### アシスタント
- 尾上由美（～2006年3月）
- いざわまり（2006年4月～）

## 主なコーナー
- そよ風のお便りコーナー･･･リスナーの昔懐かしい思い出や、当時流行っていた物を紹介する。
- エンタメTOP3･･･話題の音楽・映画・本をランキング形式で紹介する。

| ラジオ大阪 土曜日16:00-17:00                  | ラジオ大阪 土曜日16:00-17:00           | ラジオ大阪 土曜日16:00-17:00         |
| 前番組                                        | 番組名                                 | 次番組                               |
| --------------------------------------------- | -------------------------------------- | ------------------------------------ |
| 増井孝子の100万人の青春ソング (15:00 - 17:00) | ARE YOU オーケイ? サタデーinザ・パーク | 桂春菜のだから土曜日 (15:00 - 17:00) |